# Attentats d'Achoura en Afghanistan (2011)
Les attentats d'Achoura en Afghanistan sont une série d'attentats anti-chiites ayant eu lieu à Kaboul et Mazâr-e Charîf,  lors de la fête d'Achoura.
Le 6 décembre 2011, alors que la communauté chiite duodécimaine commémore la mort de l'imam Hussein lors de la fête d'Achoura, à Kaboul, un homme enclenche sa ceinture d'explosif au milieu d'hommes venue rendre culte dans un sanctuaire dédiée au saint Adul Fazl, parallèlement, à Mazâr-e Charîf, une bombe explose près d'une mosquée chiite. À Kandahar, une bombe explose près d'une mosquée chiite. Cette triple attaques fait au moins 80 morts et 160 blessés.

## Déroulement

### Kaboul
Le 6 décembre 2011 vers midi, alors que la communauté chiite duodécimaine célèbre Achoura dans le sanctuaire dédié au saint Abul Fazl à Kaboul, un homme portant un sac à dos remplis d'explosif, en plus d'une ceinture d'explosif, enclenche son dispositif au milieu de la foule. L'énorme explosion entraîne la mort de plus de 70 fidèles, dont un Américain,.

### Mazâr-e Charîf
Un peu après l'attentat de Kaboul, une bombe cachée dans un vélo est enclenchée à distance près de la mosquée bleue, lieu de culte chiite à Mazâr-e Charîf, quatre personnes venues fêter Achoura sont tuées.

## Revendication
Après l'attaque, un militant du Lashkar-e-Jhangvi a déclaré à la BBC que son groupe était à l'origine des attaques, en raison du passif du groupe dans les attaques contre la communauté chiite, et de son idéologie anti-chiite clairement avoué, cette thèse paraît la plus probable. Selon le porte-parole du département d'État américain Mark Toner, le groupe est bien responsable des attaques,,.
Le ministre de l'interieur, Bismillah Khan Mohammadi, quant à lui a accusé les talibans d'avoir orchestré l'attentat du sanctuaire de Kaboul, mais le porte-parole des talibans Zabihullah Mujahid a nié toute implication des talibans avec cet attentat,.